# Winston Scott
Winston Scott (ur. 6 sierpnia 1950 w Miami) – amerykański oficer United States Navy i astronauta.

## Życiorys
W 1968 ukończył szkołę w Coral Gables, w 1972 studia muzyczne na Florida State University w Tallahassee, a w 1980 inżynierię astronautyczną w U.S. Naval Postgraduate School w Monterey w Kalifornii. Od 1972 służył w lotnictwie morskim, w sierpniu 1974 uzyskał licencję pilota. Dosłużył się stopnia kapitana. Pod koniec lipca 1999 zakończył służbę w United States Navy. 31 marca 1992 został wyselekcjonowany przez NASA jako kandydat na astronautę, w sierpniu 1992 skierowano go do Centrum Lotów Kosmicznych imienia Lyndona B. Johnsona. Od 11 do 20 stycznia 1996 był specjalistą misji STS-72 trwającej 8 dni i 22 godziny. Wykonał wówczas trwający 6 godzin i 53 minuty kosmiczny spacer. Od 19 listopada do 5 grudnia 1997 był specjalistą misji STS-87 trwającej 15 dni, 16 godzin i 34 minuty. Wykonał wówczas dwa kosmiczne spacery - pierwszy trwający 7 godzin i 43 minuty, drugi trwający 5 godzin.
Łącznie spędził w kosmosie 24 dni, 14 godzin i 34 minuty.
Odszedł z NASA 31 lipca 1999, po czym zajął się pracą na Florida State University, gdzie został wiceprezesem ds. studenckich. Poza pracą na uczelni zajmuje się sztukami walki; posiada drugi dan w karate shōtōkan. Jest także muzykiem; gra na trąbce z różnymi zespołami. W 2005 opublikował swoją książkę "Reflections From Earth Orbit".